# ダウト・ゲーム
『ダウト・ゲーム』（原題: Reasonable Doubt）は、2014年のカナダのサスペンス映画。ピーター・ハウイット監督。
キャッチコピーは「ゲームの勝者はどっちだ」。

## ストーリー
新進気鋭の検察官ミッチ・ブロックデン（ドミニク・クーパー）は妻との間に娘を授かり、公私ともに充実した日々を過ごしていた。ある日の夜、同僚と飲んだ帰りに、突然飛び出してきたセシル・アッカーマンを飲酒運転ではねてしまう。妻子のことが脳裏によぎったミッチは、救急車を呼んでその場を立ち去った。
翌日、クリントン・デイヴィス（サミュエル・L・ジャクソン）がアッカーマン殺害の容疑者として連行された。デイヴィスは妻子を殺された傷ましい過去を持ち、当事件の裁判を担当することになったミッチは自責の念に駆られ、彼を擁護する。
裁判後、デイヴィスが連続殺人事件に絡んでいることが判明し、ミッチは義兄のジミー（ライアン・ロビンズ）と2人で事件の全貌を明らかにしようと動くのだった。

## キャスト
※括弧内は日本語吹替
- ミッチ・ブロックデン - ドミニク・クーパー（川田紳司）

検察官。
- クリントン・デイヴィス - サミュエル・L・ジャクソン[1]（手塚秀彰）

アッカーマン殺害の容疑者として連行された男。自動車修理工。妻子を惨殺された過去を持つ。
- レイチェル・ブロックデン - エリン・カルプラック（大井麻利衣）

ミッチの妻
- ブレイク・キャノン - グロリア・ルーベン[2]（品田美穂）

刑事。検察に不利な発言を繰り返すミッチを疑うようになる。
- ジミー・ローガン - ライアン・ロビンズ（佐野康之）

ミッチの義兄。ミッチとは互いの親が再婚したことで兄弟となった間柄。
- スチュアート・ウィルソン - ディラン・テイラー

ミッチの同僚。
- ジョーンズ - フィリップ・ベニンクメイアー
- マケナ裁判長 - ジョン・B・ロー
- ブラウン博士 - ケリー・ウルフマン
- テリー・ロバーツ

公選弁護人。